# NBA All-Star Game 2017
Le NBA All-Star Game 2017 est la 66e édition du NBA All-Star Game.
La NBA boycotte la ville de Charlotte pour la tenue du All-Star Game 2017 afin de protester contre la loi HB2 de l’État de Caroline du Nord.
Il se déroule le 19 février 2017 au Smoothie King Center à La Nouvelle-Orléans, siège des Pelicans.

## All-Star Game

### Les entraîneurs
| |  |  |
| Brad Stevens (à gauche) et Steve Kerr (à droite) ont été sélectionnés comme entraîneurs respectifs de l'Est et de l'Ouest. |  |  |

Les Warriors de Golden State ayant le meilleur bilan de la ligue et de la conférence Ouest, Steve Kerr est nommé entraîneur de cette conférence. Il succède à Gregg Popovich. C’est la troisième fois que l’ancien joueur des Bulls de Chicago obtient cette récompense, puisqu’il avait déjà coaché l’Ouest en 2015, quelques mois avant d’être sacré champion NBA.
Brad Stevens, entraîneur des Celtics de Boston, sera l'entraîneur de la conférence Est. Alors que les Cavaliers de Cleveland ont le meilleur bilan de la conférence Est, l'entraîneur des Cavaliers, Tyronn Lue, est inéligible pour entraîner durant le All-Star Game 2017 puisqu'il était l'entraîneur en 2016. Cela signifie que l'entraîneur avec le deuxième meilleur bilan de la conférence Est reçoit l'honneur d'être nommé, qui est cette année celui des Celtics.

### Joueurs
| Pos.                                          | Joueur                | Équipe                 | Participation | Nombre de votes |
| Titulaires                                    | Titulaires            | Titulaires             | Titulaires    | Titulaires      |
| --------------------------------------------- | --------------------- | ---------------------- | ------------- | --------------- |
| G                                             | Kyrie Irving          | Cavaliers de Cleveland | 4e            |                 |
| G                                             | DeMar DeRozan         | Raptors de Toronto     | 3e            |                 |
| F                                             | LeBron James          | Cavaliers de Cleveland | 13e           |                 |
| F                                             | Jimmy Butler          | Bulls de Chicago       | 3e            |                 |
| F                                             | Giánnis Antetokoúnmpo | Bucks de Milwaukee     | 1re           |                 |
| Remplaçants                                   |                       |                        |               |                 |
| G                                             | Isaiah Thomas         | Celtics de Boston      | 2e            | —               |
| G                                             | Kyle Lowry            | Raptors de Toronto     | 3e            | —               |
| G                                             | Kemba Walker          | Hornets de Charlotte   | 1re           | —               |
| G                                             | John Wall             | Wizards de Washington  | 4e            | —               |
| F                                             | Kevin Love ¹          | Cavaliers de Cleveland | 4e            | —               |
| F                                             | Paul George           | Pacers de l'Indiana    | 4e            | —               |
| F                                             | Paul Millsap          | Hawks d'Atlanta        | 4e            | —               |
| F                                             | Carmelo Anthony *     | Knicks de New York     | 10e           | —               |
| Entraîneur : Brad Stevens (Celtics de Boston) |                       |                        |               |                 |

| Pos.                                               | Joueur            | Équipe                          | Participation | Nombre de votes |
| Titulaires                                         | Titulaires        | Titulaires                      | Titulaires    | Titulaires      |
| -------------------------------------------------- | ----------------- | ------------------------------- | ------------- | --------------- |
| G                                                  | Stephen Curry     | Warriors de Golden State        | 4e            |                 |
| G                                                  | James Harden      | Rockets de Houston              | 5e            |                 |
| F                                                  | Kevin Durant      | Warriors de Golden State        | 8e            |                 |
| F                                                  | Kawhi Leonard     | Spurs de San Antonio            | 2e            |                 |
| F                                                  | Anthony Davis     | Pelicans de La Nouvelle-Orléans | 4e            |                 |
| Remplaçants                                        |                   |                                 |               |                 |
| F                                                  | Russell Westbrook | Thunder d'Oklahoma City         | 6e            | —               |
| F                                                  | Draymond Green    | Warriors de Golden State        | 2e            | —               |
| G                                                  | Klay Thompson     | Warriors de Golden State        | 3e            | —               |
| C                                                  | DeMarcus Cousins  | Kings de Sacramento             | 3e            | —               |
| C                                                  | DeAndre Jordan    | Clippers de Los Angeles         | 1re           | —               |
| C                                                  | Marc Gasol        | Grizzlies de Memphis            | 3e            | —               |
| F                                                  | Gordon Hayward    | Jazz de l'Utah                  | 1re           | —               |
| Entraîneur : Steve Kerr (Warriors de Golden State) |                   |                                 |               |                 |

### Est vs. Ouest
| 19 février 2017 20:30 EDT |                                                         | Est 182, Ouest 192       | Est 182, Ouest 192                                | Est 182, Ouest 192 |  | Smoothie King Center, La Nouvelle-Orléans | - |
| 19 février 2017 20:30 EDT | Score par quart-temps : 53-48, 39-49, 47-47, 43-48      |                          |                                                   |                    |  | Smoothie King Center, La Nouvelle-Orléans | - |
| 19 février 2017 20:30 EDT | Score par mi-temps : 92-97, 90-95                       |                          |                                                   |                    |  | Smoothie King Center, La Nouvelle-Orléans | - |
| 19 février 2017 20:30 EDT | Giánnis Antetokoúnmpo 30 Kyrie Irving 7 Kyrie Irving 14 | Points Rebonds Passes d. | Anthony Davis 52 Trois joueurs 10 James Harden 12 |                    |  | Smoothie King Center, La Nouvelle-Orléans | - |

MVP : Anthony Davis

## Le All-star week-end

### Celebrity Game
| Joueur                                                          | Métier                              |
| --------------------------------------------------------------- | ----------------------------------- |
| Brandon Armstrong                                               | Star des réseaux sociaux            |
| Win Butler                                                      | Musicien                            |
| Nick Cannon                                                     | Personnalité TV/Acteur/Rappeur      |
| Rachel DeMita                                                   | Personnalité NBA2K TV               |
| Ansel Elgort                                                    | Acteur                              |
| Marc Lasry (en)                                                 | Propriétaire des Bucks de Milwaukee |
| Caleb McLaughlin                                                | Acteur                              |
| Peter Rosenberg (en)                                            | Personnalité médiatique             |
| Oscar Schmidt                                                   | Légende du basket olympique         |
| Lindsay Whalen                                                  | Joueuse WNBA                        |
| Jason Williams                                                  | Légende NBA                         |
| Kris Wu                                                         | Acteur/Chanteur                     |
| Entraîneur : Jemele Hill (en) (Personnalité sur la chaîne ESPN) |                                     |
| Assistant : Kyle Lowry (Joueur des Raptors de Toronto)          |                                     |
| Assistant : Fat Joe (Rappeur)                                   |                                     |

| Joueur                                                           | Métier                               |
| ---------------------------------------------------------------- | ------------------------------------ |
| Miles Brown (en)                                                 | Acteur                               |
| Tom Cavanagh                                                     | Acteur                               |
| Mark Cuban                                                       | Propriétaire des Mavericks de Dallas |
| Baron Davis                                                      | Légende NBA                          |
| Andy Grammer                                                     | Musicien                             |
| Jiang Jinfu (en)                                                 | Acteur/Modèle chinois                |
| Anthony Mackie                                                   | Acteur                               |
| Romeo Miller                                                     | Acteur                               |
| Hasan Minhaj                                                     | Acteur                               |
| Master P                                                         | Acteur/Rappeur                       |
| Candace Parker                                                   | Joueuse WNBA                         |
| Aarón Sanchez (en)                                               | Chef célèbre                         |
| Entraîneur : Michael Smith (Personnalité sur la chaîne ESPN)     |                                      |
| Assistant : Draymond Green (Joueur des Warriors de Golden State) |                                      |
| Assistant : Rocsi Diaz (en) (Personnalité TV)                    |                                      |

| 17 février 2017 19:00 EDT |                                                    | Team East 88, Team West 59 | Team East 88, Team West 59 | Team East 88, Team West 59 |  | Mercedes-Benz Superdome, La Nouvelle-Orléans, Louisiane | ESPN |
| 17 février 2017 19:00 EDT | Score par quart-temps : 20-12, 19-11, 20-19, 29-17 |                            |                            |                            |  | Mercedes-Benz Superdome, La Nouvelle-Orléans, Louisiane | ESPN |

MVP : Brandon Armstrong

### BBVA Compass Rising Stars Challenge
| Poste                                          | Joueur             | Nat | Équipe                    | Rookie / Sophomore |
| ---------------------------------------------- | ------------------ | --- | ------------------------- | ------------------ |
| G                                              | Devin Booker       |     | Suns de Phoenix           | Sophomore          |
| G                                              | Malcolm Brogdon    |     | Bucks de Milwaukee        | Rookie             |
| F                                              | Marquese Chriss    |     | Suns de Phoenix           | Rookie             |
| F                                              | Brandon Ingram     |     | Lakers de Los Angeles     | Rookie             |
| C                                              | Frank Kaminsky     |     | Hornets de Charlotte      | Sophomore          |
| C                                              | Jahlil Okafor      |     | 76ers de Philadelphie     | Sophomore          |
| G                                              | D'Angelo Russell   |     | Lakers de Los Angeles     | Sophomore          |
| G/F                                            | Jonathon Simmons   |     | Spurs de San Antonio      | Sophomore          |
| C                                              | Karl-Anthony Towns |     | Timberwolves du Minnesota | Sophomore          |
| C                                              | Myles Turner       |     | Pacers de l'Indiana       | Sophomore          |
| Entraîneur : Jay Larranaga (Celtics de Boston) |                    |     |                           |                    |

| Poste                                              | Joueur               | Nat | Équipe                          | Rookie / Sophomore |
| -------------------------------------------------- | -------------------- | --- | ------------------------------- | ------------------ |
| C                                                  | Joel Embiid ¹        |     | 76ers de Philadelphie           | Rookie             |
| G                                                  | Dante Exum           |     | Jazz de l'Utah                  | Sophomore          |
| G                                                  | Buddy Hield          |     | Pelicans de La Nouvelle-Orléans | Rookie             |
| C                                                  | Nikola Jokić         |     | Nuggets de Denver               | Sophomore          |
| F                                                  | Trey Lyles           |     | Jazz de l'Utah                  | Sophomore          |
| G                                                  | Emmanuel Mudiay ²    |     | Nuggets de Denver               | Sophomore          |
| G                                                  | Jamal Murray         |     | Nuggets de Denver               | Rookie             |
| F                                                  | Kristaps Porziņģis   |     | Knicks de New York              | Sophomore          |
| F                                                  | Domantas Sabonis     |     | Thunder d'Oklahoma City         | Rookie             |
| F                                                  | Dario Šarić          |     | 76ers de Philadelphie           | Rookie             |
| G                                                  | Álex Abrines *       |     | Thunder d'Oklahoma City         | Rookie             |
| C                                                  | Willy Hernangómez ** |     | Knicks de New York              | Rookie             |
| Entraîneur : Mike Brown (Warriors de Golden State) |                      |     |                                 |                    |

| 17 février 2017 21:00 EDT |                                                 | Team Monde 150, Team USA 141 | Team Monde 150, Team USA 141                           | Team Monde 150, Team USA 141 |  | Smoothie King Center, La Nouvelle-Orléans, Louisiane | TNT beIN Sports |
| 17 février 2017 21:00 EDT | Score par mi-temps : 77-66, 73-75               |                              |                                                        |                              |  | Smoothie King Center, La Nouvelle-Orléans, Louisiane | TNT beIN Sports |
| 17 février 2017 21:00 EDT | Jamal Murray 36 Nikola Jokić 11 Jamal Murray 11 | Points Rebonds Passes d.     | Frank Kaminsky 33 Karl-Anthony Towns 11 Devin Booker 6 |                              |  | Smoothie King Center, La Nouvelle-Orléans, Louisiane | TNT beIN Sports |

MVP : Jamal Murray.
¹ Joel Embiid déclare forfait à cause d'une blessure au genou gauche.
² Emmanuel Mudiay déclare forfait à cause d'une blessure au dos.
* Álex Abrines remplace Joel Embiid.
** Willy Hernangómez remplace Emmanuel Mudiay.

### Concours de dunk
| Conférence | Joueur             | Équipe                  | Premier tour | Finale     |
| ---------- | ------------------ | ----------------------- | ------------ | ---------- |
| Est        | Glenn Robinson III | Pacers de l'Indiana     | 91 (50+41)   | 94 (44+50) |
| Est        | Aaron Gordon       | Magic d'Orlando         | 72 (38+34)   | —          |
| Ouest      | DeAndre Jordan     | Clippers de Los Angeles | 84 (41+43)   | —          |
| Ouest      | Derrick Jones Jr.  | Suns de Phoenix         | 95 (45+50)   | 87 (37+50) |

### Concours de tirs à trois points
| Pos. | Joueur          | Équipe                    | taille         | Premier tour | Finale             |
| ---- | --------------- | ------------------------- | -------------- | ------------ | ------------------ |
| G    | Klay Thompson   | Warriors de Golden State  | 2,01 m (6′ 7″) | 18 points    | X                  |
| G    | C.J. McCollum   | Trail Blazers de Portland | 1,91 m (6′ 3″) | 10 points    | X                  |
| G    | Wesley Matthews | Mavericks de Dallas       | 1,96 m (6′ 5″) | 11 points    | X                  |
| G    | Eric Gordon     | Rockets de Houston        | 1,93 m (6′ 4″) | 25 points    | 20 pts (PR 21 pts) |
| G    | Kemba Walker    | Hornets de Charlotte      | 1,85 m (6′ 1″) | 19 points    | 17 pts (PR DNP)    |
| G    | Nick Young      | Lakers de Los Angeles     | 1,98 m (6′ 6″) | 18 points    | X                  |
| G    | Kyrie Irving    | Cavaliers de Cleveland    | 1,91 m (6′ 3″) | 20 points    | 20 pts (PR 18 pts) |
| G    | Kyle Lowry      | Raptors de Toronto        | 1,83 m (6′ 0″) | 8 points     | X                  |

### Taco Bell Skills Challenge
| Poste | Joueur             | Équipe                          | Taille          |
| ----- | ------------------ | ------------------------------- | --------------- |
| C     | Joel Embiid ¹      | 76ers de Philadelphie           | 2,13 m (7′ 0″)  |
| F/C   | Anthony Davis      | Pelicans de La Nouvelle-Orléans | 2,11 m (6′ 11″) |
| F/C   | Kristaps Porziņģis | Knicks de New York              | 2,21 m (7′ 3″)  |
| C     | DeMarcus Cousins   | Kings de Sacramento             | 2,09 m (6′ 10″) |
| C     | Nikola Jokić *     | Nuggets de Denver               | 2,08 m (6′ 10″) |
| F     | Gordon Hayward     | Jazz de l'Utah                  | 2,03 m (6′ 8″)  |
| G     | Devin Booker       | Suns de Phoenix                 | 1,98 m (6′ 6″)  |
| G     | John Wall          | Wizards de Washington           | 1,93 m (6′ 4″)  |
| G     | Isaiah Thomas      | Celtics de Boston               | 1,75 m (5′ 9″)  |

|  | Quarts de finale   | Quarts de finale   |                    |   | Demi-finales | Demi-finales |  |  | Finale | Finale |
|  | Quarts de finale   | Quarts de finale   |                    |   | Demi-finales | Demi-finales |  |  | Finale | Finale |
|  |                    |                    |                    |   |              |              |  |  |        |        |
|  |                    |                    |                    |   |              |              |  |  |        |        |
|  |                    |                    |                    |   |              |              |  |  |        |        |
|  | John Wall          | L                  |                    |   |              |              |  |  |        |        |
|  | John Wall          | L                  |                    |   |              |              |  |  |        |        |
|  | Gordon Hayward     | W                  |                    |   |              |              |  |  |        |        |
|  | Gordon Hayward     | W                  | Gordon Hayward     | W |              |              |  |  |        |        |
|  |                    |                    | Gordon Hayward     | W |              |              |  |  |        |        |
|  |                    | Isaiah Thomas      | L                  |   |              |              |  |  |        |        |
|  | Isaiah Thomas      | Isaiah Thomas      | L                  | W |              |              |  |  |        |        |
|  | Isaiah Thomas      |                    |                    | W |              |              |  |  |        |        |
|  | Devin Booker       | L                  |                    |   |              |              |  |  |        |        |
|  | Devin Booker       | L                  | Gordon Hayward     | L |              |              |  |  |        |        |
|  |                    |                    | Gordon Hayward     | L |              |              |  |  |        |        |
|  |                    | Kristaps Porziņģis | W                  |   |              |              |  |  |        |        |
|  | DeMarcus Cousins   | Kristaps Porziņģis | W                  | L |              |              |  |  |        |        |
|  | DeMarcus Cousins   |                    |                    | L |              |              |  |  |        |        |
|  | Kristaps Porziņģis | W                  |                    |   |              |              |  |  |        |        |
|  | Kristaps Porziņģis | W                  | Kristaps Porziņģis | W |              |              |  |  |        |        |
|  |                    |                    | Kristaps Porziņģis | W |              |              |  |  |        |        |
|  |                    | Nikola Jokić       | L                  |   |              |              |  |  |        |        |
|  | Anthony Davis      | Nikola Jokić       | L                  | L |              |              |  |  |        |        |
|  | Anthony Davis      |                    |                    | L |              |              |  |  |        |        |
|  | Nikola Jokić       | W                  |                    |   |              |              |  |  |        |        |
|  | Nikola Jokić       | W                  |                    |   |              |              |  |  |        |        |

¹ Joel Embiid déclare forfait pour cause de blessure.
* Nikola Jokić remplace Joel Embiid blessé.